# Stazione di Loreo

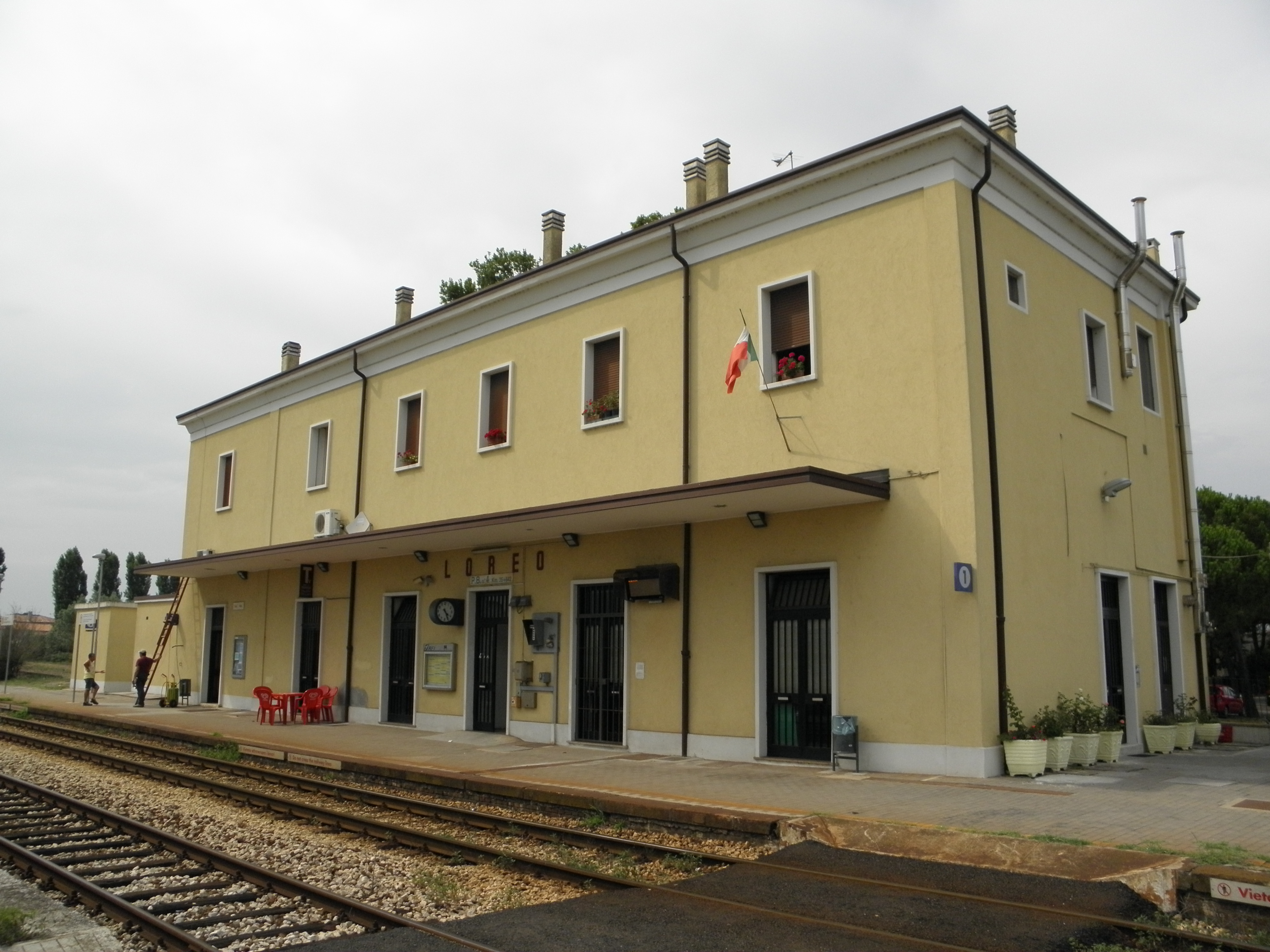
Il piazzale binari

La stazione di Loreo è una stazione ferroviaria posta sulla linea Rovigo-Chioggia. Serve il centro abitato di Loreo.

## Storia
Il 23 maggio 1887 la linea venne prolungata da Loreo a Chioggia.